# Iwan Kopatsch
Iwan Symonowytsch Kopatsch (ukrainisch Іван Симонович Копач; * 4. März 1870 in Hrosowo, Galizien, Österreich-Ungarn; † 7. Oktober 1952 in Lwiw, Ukrainische SSR) war ein ukrainischer Autor, Philosoph, Pädagoge, Linguist und Literaturkritiker.

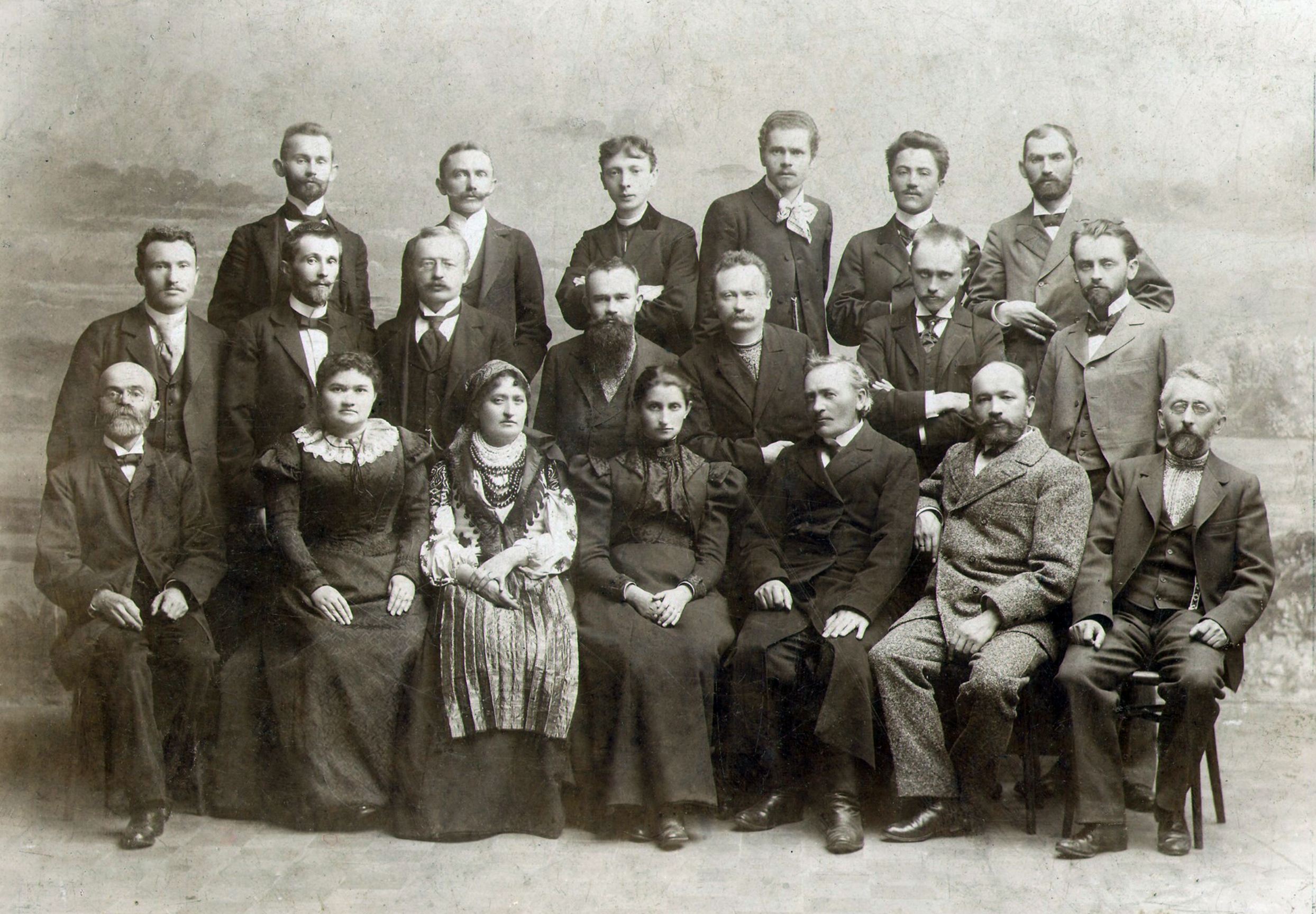
Vorstand und Mitglieder der Wissenschaftlichen Gesellschaft Schewtschenko, Lwiw, 31. Oktober 1898. von links nach rechts:
1. (untere) Reihe: Mychajlo Pawlyk, Jewhenija Jaroschynska, Natalija Kobrynska, Olha Kobyljanska, Sylwestr Lepkyj, Andrij Tschaikowskyj, Kostjantyn Pankiwskyj
2. Reihe: Iwan Kopatsch, Wolodymyr Hnatjuk, Ossyp Makowej, Mychajlo Hruschewskyj, Iwan Franko, Oleksandr Kolessa, Bohdan Lepkyj
3. (oben) Reihe: Iwan Petruschewytsch, Filaret Kolessa, Jossyp Kyschakewytsch, Iwan Trusch, Denys Lukijanowytsch, Mykola Iwasjuk

## Leben
Iwan Kopatsch kam im Dorf Hrosowo (Грозьово) im heute ukrainischen Rajon Staryj Sambir der Oblast Lwiw zur Welt.
Er war Mitglied der Wissenschaftlichen Gesellschaft Schewtschenko und arbeitete als Lehrer an Gymnasien in Ternopil (von 1897 bis 1901) und Lemberg (von 1896 bis 1897 und von 1901 bis 1908) sowie als Philosophieprofessor an der Universität Lemberg. Von 1909 an war er 20 Jahre lang Schulinspektor und Visitator in der Region Lemberg. Er unterhielt Kontakte mit Iwan Franko und Mychajlo Pawlyk und war Autor von wissenschaftlichen Arbeiten über Ethik und Psychologie, Pädagogik, Philosophie und klassische Philologie. Außerdem schrieb er Artikel und Rezensionen über Literatur und Theaterstücke.